# Canoas Futebol Clube
O Canoas Futebol Clube foi um clube brasileiro de futebol, sediado na cidade de Canoas, no Estado do Rio Grande do Sul. Fundado no dia 4 de abril de 1957, era o clube profissional mais antigo da cidade.

## Títulos

### Estaduais
- Vice-Campeonato Gaúcho 3ª Divisão: 1999.

## História

### 1957-1984
Fundado em 4 de abril de 1957, o Canoas Futebol Clube participava apenas de campeonatos amadores e regionais durante os primeiros 26 anos.  Em 1984 participou pela 1ª vez da Segundona Gaúcha, fazendo uma campanha razoável no seu grupo, terminando em 5º em um grupo de 7 participantes e que 4 classificavam. Ficou com a mesma pontuação do Avenida, mas perdia no nº de vitórias. No dia de sua estréia na competição (5 de maio de 1984), conseguiu a proeza de golear o Avenina fora de casa por 4 a 2. Licenciou-se da Federação Gaúcha de Futebol no ano seguinte.

### 1984-1998
De 1984 a 1997 o clube permaneceu inativo, até que em 1998, com algumas parcerias, o clube volta a praticar o futebol profissional, e nesse ano fez uma boa campanha na Segundona, terminando em 2º lugar no seu grupo. Na 2ª fase deixou escapar a classificação para o octogonal final no último jogo, contra o Bagé, ficando a 1 ponto de se classificar. A maior goleada do Canoas na competição foi em 30 de agosto de 1998, após ganhar de 4 a 0 do Pinheiros.

### 1999-2003
No ano seguinte, o clube teve que participar da Terceira Divisão, e nesse campeonato fez sua melhor campanha em competições estaduais oficiais, terminando na vice-colocação geral.
Na 1ª Fase o clube terminou em 1º lugar do seu grupo vencendo cinco jogos, empatando um e perdendo dois. Na 2ª Fase também ficou em 1º lugar no seu grupo, vencendo três jogos, empatando uma e perdendo duas, chegou a golear o Ipiranga por 4 a 0 em casa,com 3 gols de Felipe silva ,que foi levado ao time pelo ex.zagueiro do grêmio Airton Ferreira da Silva (o pavilhão) Felipe rosa da silva ajudou muito o Canoas no tempo em que esteve no clube. E no octagonal final, terminou em 2º lugar e por 1 ponto não foi o campeão da competição que foi o Guarany de Bagé, vencendo oito jogos, empatando cinco e perdendo um.
Já em 2000, de volta à Série B, o clube fez uma fraca campanha e terminou em último colocado no seu grupo onde havia oito participantes. Teve que participar da repescagem para não cair de divisão e escapou de cair até com uma certa tranquilidade, já que o Rio Grande ficou com apenas 1 ponto contra os 10 do Canoas. Em 2001 permaneceu na Segundona, fez mais uma vez uma fraca campanha e terminou em 7º dos oito clubes que participavam do grupo. Chegou a levar uma goleada em casa para o time do Lajeadense por 5 a 0.
Na Segundona de 2002 havia uma novidade para os canoenses. Outro clube da cidade iria participar da competição, era a recém formada Ulbra que tinha montando naquele ano seu 1º time de futebol de campo. E o Canoas mais uma vez fez uma fraca campanha e terminou em último do seu grupo. A equipe iria jogar a repescagem para não cair, e curiosamente o primeiro jogo era o primeiro clássico entre clubes profissionais da cidade, que seria realizado no domingo entre Ulbra e Canoas, mas mesmo assim foi cancelado. O presidente do Canoas Futebol Clube, Nelson Wtodarski anunciou a saída do time da repescagem da Série B do Gauchão.

## Histórico em competições oficiais
Campeonato Gaúcho 3º divisão
| Ano  | Posição | Fase  |
| 1999 | 2º      | Final |
| 2003 | 3º      | Final |

Campeonato Gaúcho 2º divisão
| Ano  | Posição | Fase          |
| 1984 | 18º     | Primeira Fase |
| 1998 | 9º      | Segunda Fase  |
| 2000 | 15º     | Primeira Fase |
| 2001 | 14º     | Primeira Fase |
| 2002 | 12º     | Primeira Fase |